# Six Flags

Logotyp.

Six Flags är en av världens ledande nöjesparkskedjor, och äger parker i USA, Kanada, Mexiko och Förenade arabemiraten.

## Parker
- Great Escape
- Six Flags America
- Six Flags Discovery Kingdom
- Six Flags Fiesta Texas
- Six Flags Great Adventure
- Six Flags Great America
- Six Flags La Ronde
- Six Flags New England
- Six Flags México
- Six Flags Over Texas
- Six Flags Over Georgia
- Six Flags Magic Mountain